# Flavio Emoli
Flavio Emoli (Torino, 23 agosto 1934 – Genova, 5 ottobre 2015) è stato un calciatore italiano, di ruolo mediano.
Era soprannominato Cuore Matto a causa di una malformazione congenita al cuore diagnosticatagli a 23 anni.

## Carriera

### Club

Emoli al Napoli

Di famiglia marchigiana emigrata nel capoluogo piemontese, crebbe nel vivaio della Juventus. Cominciò poi la sua carriera in prestito al Genoa, con cui esordì in Serie A il 10 ottobre 1954 nella sconfitta esterna per 3-0 contro l'Udinese. Tornato in pianta stabile a Torino dal 1955, con la squadra bianconera vinse tre Scudetti e due Coppa Italia, fino a diventarne capitano nella stagione 1962-1963.
Passò successivamente al Napoli, nell'affare che portò alla società partenopea altri due calciatori provenienti dai piemontesi: Humberto Jorge Rosa e Bruno Garzena. Degli azzurri divenne a sua volta capitano nella stagione 1963-1964 per rimanervi fino alla stagione 1966-1967, nella quale la squadra arrivò quarta in campionato.
In carriera ha totalizzato complessivamente 245 presenze e 8 reti in Serie A.

### Nazionale
Durante il periodo della militanza nella Juventus, disputò due partite con la nazionale maggiore, due con la rappresentativa B e una con la nazionale giovanile.

## Statistiche

### Cronologia delle presenze in nazionale
| Cronologia completa delle presenze e delle reti in nazionale ― Italia | Cronologia completa delle presenze e delle reti in nazionale ― Italia | Cronologia completa delle presenze e delle reti in nazionale ― Italia | Cronologia completa delle presenze e delle reti in nazionale ― Italia | Cronologia completa delle presenze e delle reti in nazionale ― Italia | Cronologia completa delle presenze e delle reti in nazionale ― Italia | Cronologia completa delle presenze e delle reti in nazionale ― Italia | Cronologia completa delle presenze e delle reti in nazionale ― Italia |
| Data                                                                  | Città                                                                 | In casa                                                               | Risultato                                                             | Ospiti                                                                | Competizione                                                          | Reti                                                                  | Note                                                                  |
| --------------------------------------------------------------------- | --------------------------------------------------------------------- | --------------------------------------------------------------------- | --------------------------------------------------------------------- | --------------------------------------------------------------------- | --------------------------------------------------------------------- | --------------------------------------------------------------------- | --------------------------------------------------------------------- |
| 23-3-1958                                                             | Vienna                                                                | Austria                                                               | 3 – 2                                                                 | Italia                                                                | Coppa Internazionale                                                  | -                                                                     |                                                                       |
| 29-11-1959                                                            | Firenze                                                               | Italia                                                                | 1 – 1                                                                 | Ungheria                                                              | Coppa Internazionale                                                  | -                                                                     |                                                                       |
| Totale                                                                |                                                                       | Presenze                                                              | 2                                                                     |                                                                       | Reti                                                                  | 0                                                                     |                                                                       |

## Palmarès

### Club

#### Competizioni nazionali
- Campionato italiano: 3

Juventus: 1957-1958, 1959-1960, 1960-1961
- Coppa Italia: 2

Juventus: 1958-1959, 1959-1960

#### Competizioni internazionali
- Coppa delle Alpi: 1

Napoli: 1966